# Charles Hutchison Clark
Charles Hutchison Clark (* 14. Juni 1920 in Philadelphia; † 21. Januar 2009) war ein US-amerikanischer Autor und Management-Theoretiker.

## Leben
Nach dem Studium an der Harvard-Universität (undergraduate degree 1943) und dem Master an der University of Pennsylvania 1953 war er in der Privatwirtschaft vor allem als Kursleiter tätig.
Nach den Angaben von Idea Management 1980 übte er folgende Tätigkeiten aus:
- Direktor des Organisationsentwicklungs-Programms der National Association of Manufacturers
- Vizepräsident des Center for Independent Action
- Präsident des Idea Laboratory, Pittsburgh
- Senior Education and Training Consultant am BFGoodrich Institut (Kent State University)

1980 stand er der von ihm gegründeten Firma Yankee Ingenuity Programs in Kent (Ohio) vor.
Er griff die Idee des Brainstorming von Alex Osborn auf und schrieb ein Standardwerk darüber. Es wurde auch ins Deutsche und Französische übersetzt. Clark beschäftigte sich unter anderem mit dem Begriff der Killerphrase. Er prägte auch die Begriffe Schneeschaufelfrage und Spatenfrage, welche besonders beim Brainstorming eingesetzt werden.
Eine Fotoreportage in Life zitiert ihn mit den Worten Think wildly and freely. You can improve later, erwähnt seine Warnung vor Killerphrasen wie It won’t work und demonstriert in den Fotos, wie Clark seine Darlegungen visuell mit Gebrauchsgegenständen illustrierte.